# Saleto
Saleto (in greco antico:  Σαλαιθος?, Sálaithos; Crotone, ... – Crotone, ...) è stato un filosofo greco antico della scuola pitagorica.

## Biografia
Saleto promosse delle leggi a Crotone che condannavano al rogo gli adulteri ma, quando egli stesso venne scoperto a commettere adulterio con la moglie del fratello, per non infrangere la legge, si suicidò lasciandosi bruciare, anche se i concittadini gli avevano concesso l'esilio.